# Top lista nadrealista
Top lista nadrealista (Surrealisternas topplista), i folkmun kallad "Nadrealisti" (Surrealisterna), var en populär  komedishow i forna Jugoslavien med blandade komedisketcher. Serien startades av några ungdomar från Sarajevo som idag är kända skådespelare i Jugoslaviens efterföljarstater. En av dem som kallas "Duro" har även haft en av huvudrollerna i krigsfilmen Ingen mans land. TV-programmet emitterades åren 1984–1991 TV-stationen Televizija Sarajevo.